# 토미에 vs 토미에
토미에 vs 토미에는 이토 준지에 원작을 영화화한 공포 영화이다. 토미에 vs 토미에는 8번째 시리즈이다.